# Luis Ángel de la Viuda Pereda
Luis Ángel de la Viuda Pereda (Burgos, 1932) és un periodista i empresari espanyol.
Després dels estudis de primària i secundària a la seva ciutat natal, va estudiar a les universitats de Valladolid i a la Complutense de Madrid. Es va llicenciar en Dret i en Ciències de la Informació (Periodisme).

## Premsa escrita
El seu primer treball periodístic va ser en la premsa escrita, en el periòdic burgalès La Voz de Castilla. També dirigí el diari Pueblo i les revistes SP i Telerradio. Columnista en diversos mitjans (Diario 16, ABC, El Mundo), la seva relació ha estat especialment estreta amb el Diario de Burgos.

## Mitjans audiovisuals
Va ser director d'informatius i cap de programes de Ràdio Nacional d'Espanya i, posteriorment, director de programes de Televisió Espanyola (quan Adolfo Suárez era director d'RTVE). Va fundar Radio 80 i, després del seu fitxatge per Antena 3, va tenir càrrecs directius en la ràdio i la televisió d'aquesta empresa, concretament va ser subdirector general de Notícies i Actualitat d'Antena 3 Televisió fins a la seva dimissió el juliol de 1992.
Com a tertulià, ha participat en programes d'Antena 3, Onda Cero i la Cadena Cope. Fou un objecte d'una polèmica per unes paraules que va pronunciar l'abril de 1988 al programa Aquí te espero de RNE: "La llei de la televisió privada, no ens enganyem, és com les dones: està feta per a ser violada". Per aquesta raó fou candidat al "Premio Estropajo" atorgat per la fundació feminista Ágora el juny de 1989. El 1999 fou candidat a presidir l'Asociación de la Prensa de Madrid, però finalment no fou escollit.

## Premis
Entre els nombrosos reconeixements, va rebre un dels Premis Ondas 1975, el títol de Burgalès de pro, cònsol de la Universitat de Cònsols
de Burgos, membre fundador de la confraria de la Morcilla Burgensis i Bàcul d'Honor de la Federació de Penyes i Associacions de San Lesmes.